# Kršlenica
Kršlenica je národní přírodní rezervace v pohoří Malé Karpaty. Leží v katastrálním území obce Plavecký Mikuláš v okrese Malacky v Bratislavském kraji na Slovensku. Vyhlášená byla v roce 1984 a její rozloha je 117,34 hektaru. Předmětem ochrany je typická krasová dolina s vyvěračkami, jeskyněmi a povrchovými krasovými jevy a zachovalá lesní společenstva 4. vegetačního stupně s výskytem chráněných a jiných vzácných druhů rostlin a živočichů. Rezervace je součástí chráněné krajinné oblasti Malé Karpaty. Rezervace je součástí geomorfologického podcelku Pezinské Karpaty a jeho části Bukovská brázda.